# ワールドゲームズ2001
ワールドゲームズ2001は、2001年に秋田県で開催された第6回ワールドゲームズである。

## ハイライト
ワールドゲームズ史上初めて日本且つアジアで開催された大会。大会史上初めて表彰式で国旗が掲揚され、国歌が演奏された。それまではナショナリズムを煽るという理由で、国別対抗というかたちにはなっていなかったが、それでは人気が出ないということで変更された。1994年から1996年の総会によって規約が改正され、表彰式での使用が認められるようになった。
日本人選手は、公式競技で金9銀6銅10、公開競技で金5銀4銅2のメダルを獲得した。大会マスコットは、なまはげの鬼をモチーフにしたナミーとハギー。開会式では秋田県を代表する伝統芸能の竿燈や花輪ばやし、鷹巣綴子大太鼓、太平山三吉神社梵天、土崎湊囃子などが披露された。郵政事業庁から記念切手が販売された。大会期間中は毎日NHKBS（衛星放送）で放送された。式典の音楽は秋田に縁のある作曲家石井眞木が作曲した。
綱引き女子インドア480 kg級で優勝のバスク州出身選手で構成されたスペインチームは、バスク独立を訴え表彰式の国旗掲揚・国歌演奏をボイコットした。国際綱引連盟はスペインチームを出場停止処分とした。

## 実施競技

### 公式競技
- ビリヤード
- ブールスポーツ
  - スポールブール
  - ペタンク
- ボウリング
- ファウストボール
- コーフボール
- ラグビー
  - 7人制ラグビー
- ボディビルディング
- ダンススポーツ
- 体操
  - 新体操
  - スポーツアクロ体操
  - エアロビック
  - トランポリン
  - タンブリング
- パワーリフティング
- 綱引き
  - 男子
- キャスティング
- フィールドアーチェリー
- オリエンテーリング
- エアースポーツ
  - パラシューティング
- ローラースポーツ
  - スピード
  - アーティスティック
  - ローラーホッケー
- フライングディスク
- 柔術
- 空手道
- ライフセービング
- フィンスイミング
- 水上スキー

### 公開競技
- 合気道
- 相撲
- 綱引き
  - 女子
- ハンドボール
  - ビーチハンドボール
- ゲートボール

## 会場
市町村名、および施設名称は大会開催当時のもの。
秋田市
- 秋田県立体育館
- 秋田県立スケート場
- 秋田県立総合プール
- 秋田市立体育館
- 秋田市八橋運動公園陸上競技場
- 秋田市文化会館
- 飯島砂防林
- 太平山スキー場オーパス
- セリオンプラザ
- ワールドゲームズプラザ

雄和町
- 秋田県立中央公園陸上競技場
- 秋田県立中央公園球技場
- 秋田県立中央公園ディスクゴルフコース
- あきたスカイドーム

天王町
- 天王町総合体育館

大潟村
- 大潟村水上スキー場
- 大潟村運動広場

岩城町
- 岩城町島式漁港公園

本荘市
- 本荘マリーナ海水浴場

六郷町
- 六郷町アスパル

横手市
- 横手市台由ボウル

## 国・地域別メダル獲得数
メダル獲得数は、正式・公開競技の合計である。
| ワールドゲームズ2001 | ワールドゲームズ2001 | ワールドゲームズ2001 | ワールドゲームズ2001 | ワールドゲームズ2001 | ワールドゲームズ2001 | ワールドゲームズ2001 | ワールドゲームズ2001 | ワールドゲームズ2001 | ワールドゲームズ2001 |
| 位                   | 国・地域             | 公式競技             | 公式競技             | 公式競技             | 公式競技             | 公開競技             | 公開競技             | 公開競技             | 公開競技             |
| 位                   | 国・地域             | 金                   | 銀                   | 銅                   | 計                   | 金                   | 銀                   | 銅                   | 計                   |
| -------------------- | -------------------- | -------------------- | -------------------- | -------------------- | -------------------- | -------------------- | -------------------- | -------------------- | -------------------- |
| 1                    | ロシア               | 24                   | 15                   | 5                    | 44                   | 2                    | 0                    | 3                    | 5                    |
| 2                    | アメリカ合衆国       | 15                   | 8                    | 8                    | 31                   | 0                    | 0                    | 1                    | 1                    |
| 3                    | フランス             | 12                   | 5                    | 6                    | 23                   | 0                    | 0                    | 0                    | 0                    |
| 4                    | ドイツ               | 10                   | 10                   | 15                   | 35                   | 2                    | 4                    | 1                    | 7                    |
| 5                    | オーストラリア       | 10                   | 10                   | 3                    | 23                   | 0                    | 0                    | 0                    | 0                    |
| 6                    | イタリア             | 9                    | 11                   | 8                    | 28                   | 0                    | 0                    | 0                    | 0                    |
| 7                    | 日本（開催国）       | 9                    | 6                    | 10                   | 25                   | 5                    | 4                    | 2                    | 11                   |
| 8                    | スペイン             | 5                    | 4                    | 1                    | 10                   | 1                    | 1                    | 0                    | 2                    |
| 9                    | オランダ             | 4                    | 3                    | 3                    | 10                   | 1                    | 0                    | 1                    | 2                    |
| 10                   | イギリス             | 3                    | 7                    | 11                   | 21                   | 0                    | 0                    | 0                    | 0                    |